# Frente Ocidental (Primeira Guerra Mundial)
Frente Ocidental foi o teatro de operações inicial da Primeira Guerra Mundial. Foi aberta em 1914, quando o Exército Imperial Alemão invadiu Luxemburgo e Bélgica, ganhando então controle militar de importantes regiões industriais no nordeste da França. A maré do avanço sofreu uma reviravolta dramática com a Primeira batalha do Marne. Ambos os lados então cavaram longitudinalmente uma linha sinuosa de trincheiras fortificadas, estendendo-se desde o Mar do Norte até a fronteira da Suíça com a França. Essa linha permaneceu, essencialmente, sem mudanças durante a maior parte da guerra.
Entre 1915 e 1917, ocorreram grandes ofensivas ao longo da frente. Os ataques empregaram enormes bombardeios de artilharia e grandes avanços de infantaria. Entretanto, uma combinação de entrincheiramentos, ninhos de metralhadoras, arame farpado e artilharia repetidamente infligiram severas baixas nas forças agressoras e nas forças defensivas contra-atacantes. Como consequência, nenhum avanço significativo foi feito.
Em um esforço para quebrar a estagnação, essa frente testemunhou a introdução de novas tecnologias militares, incluindo gases tóxicos, aeronaves e tanques. Mas só foi após a adoção de táticas militares aperfeiçoadas que algum grau de mobilidade foi restaurado.
Apesar da natureza geralmente estagnada dessa frente, esse teatro provou-se decisivo. O inexorável avanço dos exércitos dos Aliados, em 1918, persuadiu os comandantes alemães de que a derrota era inevitável, e o governo alemão foi forçado a apelar por condições de um armistício.

## 1914: Invasão alemã da França e Bélgica
No início da Primeira Guerra Mundial, o Exército Alemão executou uma versão modificada do Plano Schlieffen, que tinha como objetivo atacar a França através da Bélgica antes de virar ao sul para cercar o Exército Francês na fronteira alemã. Exércitos sob o comando dos generais Alexander von Kluck e Karl von Bülow atacaram a Bélgica em 4 de agosto de 1914. Luxemburgo havia sido ocupado sem oposição em 2 de agosto. A primeira batalha na Bélgica foi o Cerco a Liège, que durou de 5 de agosto a 16 do mesmo mês. Liège estava apropriadamente fortificada e surpreendeu o exército alemão sob o comando de Bülow com seu nível de resistência. Entretanto, a artilharia pesada alemã foi capaz de pulverizar os fortes-chaves em poucos dias. Seguindo a queda de Liège, a maior parte do exército belga recuou para Antuérpia e Namur. Embora o exército alemão tenha contornado Antuérpia, o exército belga estacionado lá permaneceu com seu flanco em risco. Outro cerco seguiu-se em Namur, durando de 20 de agosto a 23 de agosto.
O plano de ofensiva pré-guerra da França, o Plano XVII, tinha como diretrizes capturar Alsácia-Lorena seguindo o início de atividades hostis. A ofensiva principal foi lançada em 14 de agosto com ataques a Sarrebourg, Lorena, e a Mulhouse, Alsácia. Mantendo a estratégia do Plano Schlieffen, os alemães recuaram vagarosamente enquanto infligiam o máximo de baixas possíveis nos franceses. Estes então avançaram em direção ao Rio Sarre e tentaram capturar Sarrebourg, atacando Briey e Neufchâteau, mas foram forçados a recuar. Os franceses capturaram Mulhouse, mas a abandonaram para reforçar o exército enfraquecido em Lorena.[carece de fontes?]
Após marchar através da Bélgica, Luxemburgo e das Ardenas, o exército alemão avançou na segunda metade de agosto para o norte de França, onde eles encontraram tanto o exército francês, sob o comando de Joseph Joffre, quanto as divisões iniciais da Força Expedicionária Britânica, sob o comando de Sir John French. Uma série de confrontos conhecidos como a Batalha das Fronteiras seguiu-se. Batalhas-chaves incluem a Batalha de Charleroi e a Batalha de Mons. Um recuo aliado geral seguiu-se, resultando em mais confrontos como a Batalha de Cateau, o Cerco a Maubeuge e a Batalha de Saint-Quentin (Guise).[carece de fontes?]
O exército alemão chegou a 70 quilômetros de Paris, mas na Primeira Batalha do Marne (6 a 12 de setembro), tropas francesas e britânicas forçaram um recuo alemão, explorando uma brecha entre os Primeiro e Segundo Exércitos, interrompendo seu avanço na França. O exército alemão recuou ao norte do Rio Aisne e iniciou escavações ali, estabelecendo o início da frente ocidental estática (guerra de trincheiras) que perduraria pelos três anos seguintes. Seguindo esse revés alemão, as forças opositoras tentaram flanquear uma a outra, em um período conhecido como a Corrida para o mar, e rapidamente estenderam seus sistemas de trincheiras do Canal da Mancha à fronteira suíça. O território francês ocupado pela Alemanha produzia 64% da produção de ferro da França, 24% das siderúrgicas e 40% da capacidade total da extração de carvão, causando sérios problemas para a indústria francesa.
No lado da Tríplice Entente, a frente estava ocupada por exércitos dos países aliados, com cada nação defendendo uma parte da frente. Da costa ao norte, as forças primárias vieram da Bélgica, da França e do Reino Unido. Na sequência da Batalha de Yser, em outubro, as forças belgas controladas a 35 quilômetros de distância do território de Flandres ao longo da costa, com sua frente na sequência do rio Yser e do canal Yperlee, de Nieuwpoort a Boezinge. Ao sul estava estacionado o setor da Força Expedicionária Britânica. Ali, de 19 de outubro a 22 de novembro, as forças alemãs fizerem sua última tentativa de avanço de 1914 durante a Primeira Batalha de Ypres. Pesadas baixas ocorreram de ambos os lados, mas nenhum avanço ocorreu. No natal, a Força Expedicionária Britânica guardava uma linha contínua do canal La Bassé ao sul de Saint Eloa, no vale do Soma. O remanescente da fronte, ao sul da fronteira com a Suíça, estava ocupado pelas forças francesas.[carece de fontes?]
|                                          |                                                        | |
| Ataque francês (carga), usando baioneta. | Mapa da Frente Ocidental e a corrida para o mar, 1914. | Trégua de Natal: tropas britânicas e alemãs confraternizando na "terra de ninguém" durante o Natal de 1914. |

## 1915 - Paralisação

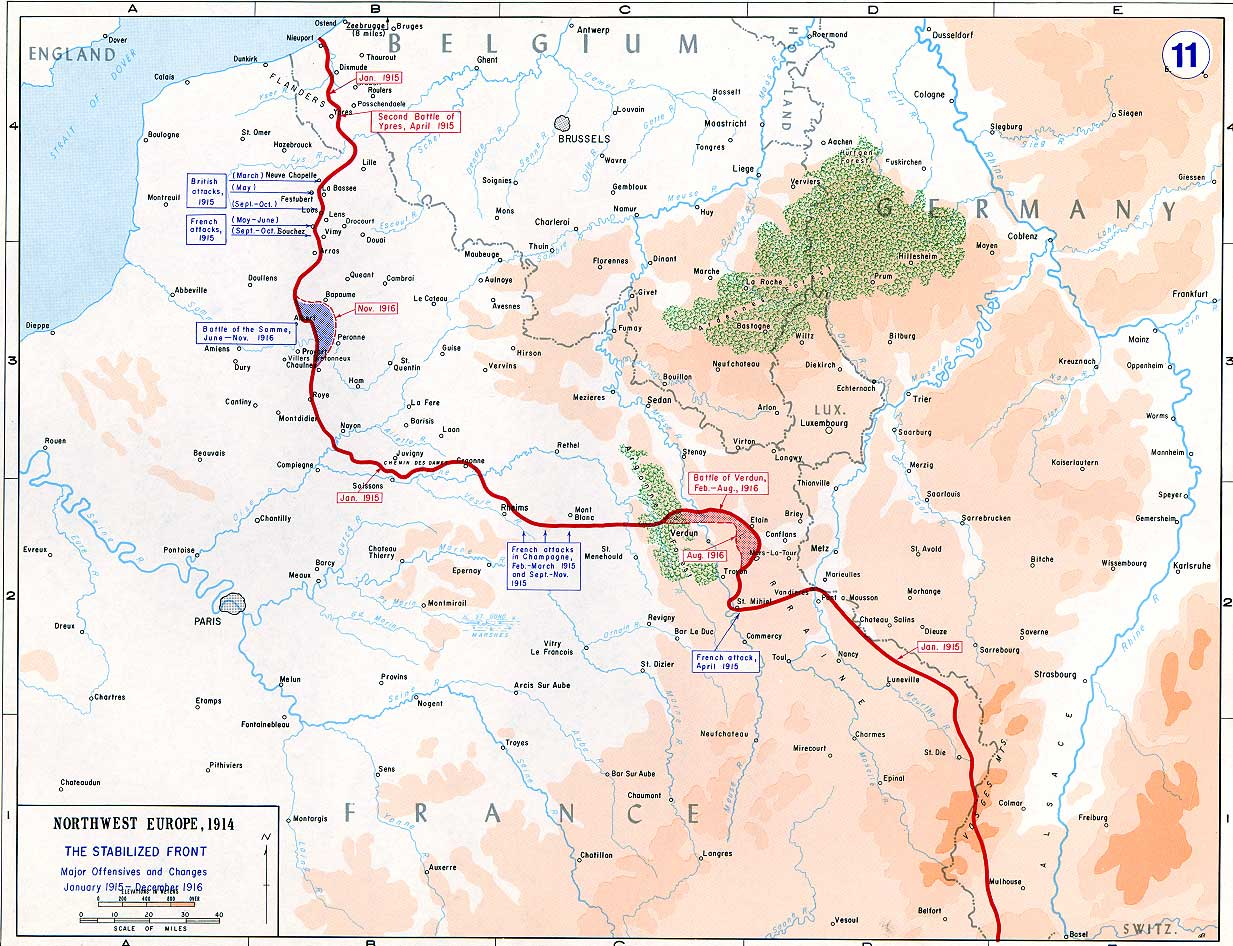
Mapa da Frente Ocidental, 1915-1916.

Entre a costa e Vosges havia uma saliência externa na linha da trincheira, chamada de saliência Noyon em homenagem à cidade francesa capturada de mesmo nome no ponto máximo de avanço, perto de Compiègne. O plano de ataque de Joffre para 1915 era atacar essa saliência em ambos os flancos para assim cortá-la da linha. Os britânicos iriam formar a força de ataque setentrional e pressionando a leste em Artois, enquanto os franceses atacariam Champagne.[carece de fontes?]
Em 10 de março, como parte de uma ação planejada como uma ofensiva maior na região de Artois, os exércitos britânicos e canadenses (Corpo Canadense) realizaram um ataque a Neuve Chapelle em um esforço para capturar a cordilheira de Albers. O assalto foi feito por quatro divisões ao longo de uma frente de três quilômetros. Precedido por um bombardeio concentrado que durou 35 minutos, o assalto inicial teve rápido progresso, e a vila foi capturada em apenas quatro horas. Entretanto, o assalto foi atrasado devido a problemas com logística e comunicações. Os alemães então trouxeram reforços e contra-atacaram, impedindo a tentativa de capturar a cordilheira. Já que os britânicos tiveram que usar aproximadamente um terço do seu suprimento total de cápsulas de artilharia, o General Sir John French culpou a falha na escassez de cápsulas, apesar do sucesso inicial do ataque.

### Gás tóxico na guerra

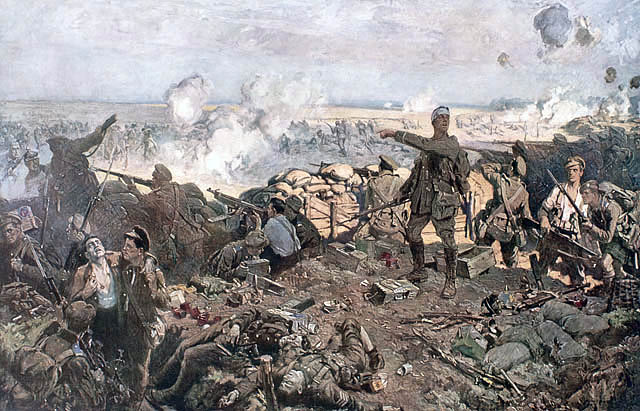
Uma interpretação artística das tropas canadianas na Segunda Batalha de Ypres.

Apesar dos planos dos alemães de manter a paralisação com os franceses e britânicos, comandantes alemães planejavam um ataque à cidade belga de Ypres, que os britânicos haviam capturado em novembro de 1914 durante a Primeira Batalha de Ypres. Sendo todos aliados a ofensiva tinha o objetivo de divergir a atenção de grandes ofensivas na Frente Oriental enquanto desorganizava os planos franco-britânicos e de quebra realizava testes de uma nova arma. Após um bombardeio de dois dias, em 22 de abril, os alemães despejaram cloro no campo de batalha e a nuvem flutuou para a direção das trincheiras britânicas. A nuvem amarelo-esverdeada asfixiou os defensores e aqueles na retaguarda fugiram em pânico, criando uma lacuna livre de defesas na linha Aliada por quatro quilômetros. Entretanto, os alemães estavam despreparados para o nível de sucesso que obtiveram e não possuíam reservas suficientes para explorar a lacuna. Tropas canadenses rapidamente chegaram e empurraram de volta o avanço alemão. Essa Segunda Batalha de Ypres marcou o primeiro uso em larga escala de armas químicas, onde 170 toneladas foram despejadas nas linhas aliadas, resultando nas mortes de 5 mil homens em poucos minutos, apesar do uso dessas armas ser proibido pela Convenção da Haia de 1899.
O ataque com uso de gás foi repetido dois dias depois e causou um recuo de 4,8 quilômetros da linha franco-britânica. Mas a oportunidade havia sido perdida. O sucesso desse ataque não iria mais se repetir, já que os Aliados contra-atacaram introduzindo máscaras de gás e outras contramedidas. Um exemplo do sucesso dessas medidas veio posteriormente, em 27 de abril, quando a 40 quilômetros ao sul de Ypres, na Batalha de Hulluch, as tropas da 16ª Divisão Irlandesa conseguiram aguentar um intenso ataque de gás dos alemães.

### Guerra aérea
Esse ano também testemunhou a introdução de aeronaves especialmente modificadas para o combate aéreo. Embora aeronaves já tivessem sido usadas na guerra para reconhecimento, em 1 de abril o piloto francês Roland Garros tornou-se o primeiro a derrubar uma aeronave inimiga usando metralhadoras que atiravam através das lâminas da hélice. Isso foi realizado reforçando cruamente as lâminas para que as balas que batiam nelas ricocheteassem.
Várias semanas depois Garros foi forçado a pousar atrás das linhas inimigas. Sua aeronave foi capturada e mandada ao engenheiro holandês Anthony Fokker, que rapidamente desenvolveu um melhoramento significativo, onda a metralhadora era sincronizada com a hélice, assim ela atiraria quando a hélice não estivesse na linha de tiro. Esse avanço foi rapidamente usado no Fokker E.1 (Eindekker, ou monoavião, Mark 1), a primeira aeronave de combate de fato; Max Immelmann conseguiu sua primeira morte em um Eindekker no dia 1 de agosto.
Isso iniciou uma corrida armamentista, já que ambos os lados desenvolviam melhores armas, melhores motores, etc., o que continuaria até o final da guerra. Essa corrida também inaugurou o culto aos ases da aviação, sendo o Barão Vermelho o mais famoso. Contrário à crença popular, entretanto, armas antiaéreas clamavam mais baixas que os caças.

### Ataques aliados posteriores

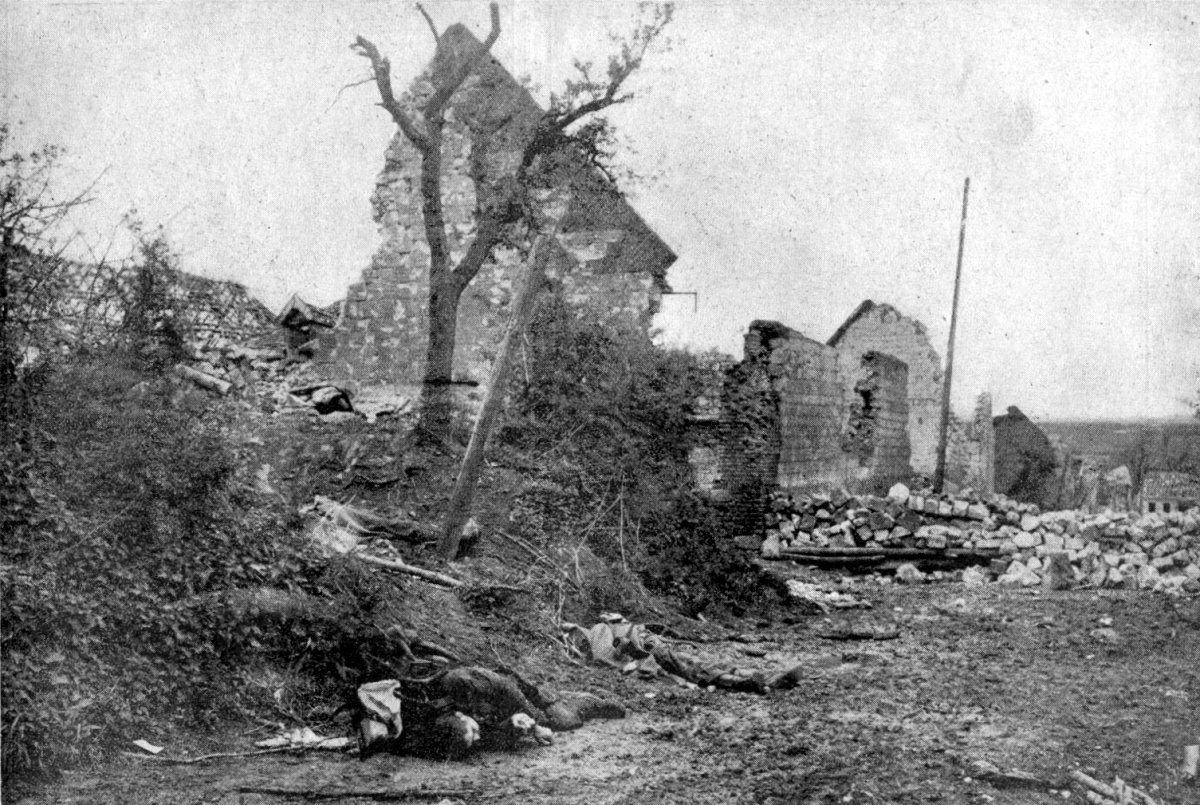
As ruínas de Carency após ter sido recapturada pelos franceses.

A ofensiva final da primavera foi realizada em Artois, com o objetivo de capturar o cume de Vimy. O 10º exército francês atacou em 9 de maio após um bombardeio de seis dias e avançou cinco quilômetros. Entretanto, foram forçados a recuar quando encontraram-se na linha de fogo de ninhos de metralhadoras e da artilharia dos reforços alemães. Em 15 de maio, a ofensiva parecia ter ganhado espaço, apesar de as batalhas terem continuado até 18 de junho.
Durante o outono de 1915, o "Flagelo Fokker" começou a gerar um efeito negativo na frente de batalha já que os aviões batedores dos Aliados estavam sendo quase totalmente expulsos do céu. Esses aviões de reconhecimento eram usados para direcionar a artilharia e fotografar fortificações inimigas, mas agora os Aliados estavam sendo cegados pelos aviões alemães.
Em setembro de 1915 os Aliados lançaram uma grande ofensiva com os franceses atacando Champagne e os britânicos atacando Loos-en-Gohelle. Os franceses gastaram o verão preparando-se para essa ação, enquanto os britânicos assumiam um maior controle da frente liberando as forças francesas para a preparação e o ataque. O bombardeio, que havia sido cuidadosamente calculado por meio de aerofotografia, começou em 22 de setembro. O assalto principal foi lançado em 25 de setembro e, ao menos no início, conseguiu um bom avanço apesar dos arames farpados e dos postos de metralhadoras. Entretanto, prevendo esse ataque, os alemães haviam criado linhas de defesa a 3,2 e a 6,4 quilômetros atrás da frente de batalha, conseguindo assim se defender contra os ataques franceses que duraram até novembro.
Também em 25 de setembro, os britânicos iniciaram seu assalto a Loos, com o propósito de suplementar o ataque principal a Champagne. O ataque foi precedido por um bombardeio de quatro dias, que usou 250 mil cápsulas de artilharia e 5 100 cilindros de cloro. O ataque envolveu duas unidades na ofensiva principal e mais duas unidades realizando ataques diversos em Ypres. Os britânicos sofreram grandes baixas durante a investida, especialmente devido às metralhadoras inimigas, e realizaram pouco avanço antes de ficarem sem cápsulas de artilharia. Uma renovação do ataque em 13 de outubro teve um desempenho um pouco melhor. Em dezembro, o general britânico John French foi substituído por Douglas Haig como comandante das forças britânicas.

## 1916 – Os atritos e duelos da artilharia
O chefe do estado-maior alemão, Erich von Falkenhayn, não achava mais possível conseguir uma ruptura nas linhas inimigas e ao invés de perseguir esse caminho, se focou em forçar uma capitulação francesa infligindo o maior número de baixas possíveis no exército inimigo. Seu novo objetivo era "sangrar a França ao ponto de palidez".
Para realizar seus planos, ele adotou duas novas estratégias. A primeira foi o uso de guerra submarina irrestrita para cortar as linhas de suprimento ultramarinas dos Aliados. A segunda foi priorizar ataques que teriam um grande índice estimado de baixas inimigas nas tropas francesas terrestres. Para infligir o máximo possível de baixas, ele planejou atacar uma posição da qual os franceses não poderiam recuar, tanto por razões estratégicas como de orgulho nacional, logo "prendendo" os franceses. A cidade de Verdun foi escolhida pois além de ser uma fortaleza importante, cercada por um círculo de fortes, que ficava perto das linhas alemães, também defendia uma rota direta a Paris. A operação recebeu o codinome Gericht, que em alemão significa "corte", mas realmente significava "lugar de execução".
Falkenhayn limitou o tamanho da frente de ataque em 4,8 a 6,4 km para concentrar seu poder de fogo e prevenir uma possível ruptura de sua frente de combate em uma contraofensiva. Ele também manteve um controle criterioso sobre o grupo principal de soldados reservas, fornecendo o mínimo de tropas necessárias para manter a batalha ocorrendo. Na preparação para o ataque, os alemães arregimentaram uma concentração de aviões perto das fortalezas. Na fase inicial, eles limparam os céus de batedores inimigos o que permitiu com que os observadores de artilharia e os bombardeiros alemães fossem precisos e que operassem sem interferência. Entretanto, em maio, os franceses contra-atacaram preparando e usando escadrilles de chasse com caças Nieuport superiores. O apertado espaço aéreo acima de Verdun tornou-se um campo de batalha aéreo e ilustrou o valor tático da superioridade aérea, com cada lado tentando dominar o reconhecimento aéreo.

### A Batalha de Verdun
A Batalha de Verdun começou em 21 de fevereiro de 1916 após um atraso de 9 dias devido a neve e a nevascas. Após um intenso bombardeio de oito horas, os alemães não esperavam muita resistência enquanto vagarosamente avançavam em direção a Verdun e seus fortes. Entretanto, grande resistência francesa foi encontrada, mas rebatida pelo uso de lança-chamas pelos alemães. Os franceses perderam o controle de todos os seus fortes, incluindo o Forte Douaumont. Apesar disso, reforços franceses pararam o avanço alemão em 28 de fevereiro.
Os alemães então focaram sua investida no Le Mort Homme ao norte, de onde os franceses estavam resistindo com sucesso. Após algumas das mais intensas batalhas de toda a campanha, a colina foi tomada pelos alemães no fim de maio. Depois de uma mudança no comando francês em Verdun, de Philippe Pétain com uma mentalidade defensiva, para Robert Nivelle com uma mente ofensiva, os franceses tentaram recapturar o Forte Douaumont em 22 de maio mas foram facilmente rechaçados. Os alemães capturaram o Forte Vaux em 7 de junho e, com a ajuda do gás fosgênio, chegaram a um quilômetro do último cume sobre Verdun antes de pararem em 23 de junho.[carece de fontes?]
Durante o verão, os franceses avançaram vagarosamente. Com o desenvolvimento da técnica da barragem, os franceses recapturaram o Forte Vaux em novembro, e até dezembro de 1916 eles haviam empurrado alemães dois quilômetros para trás a partir do Forte Douaumont, em um processo de alternância das 42 divisões durante a batalha. A Batalha de Verdun (também conhecida como a Meuse Mill) tornou-se um símbolo de determinação e sacrifício franceses.

### A Batalha do Somme

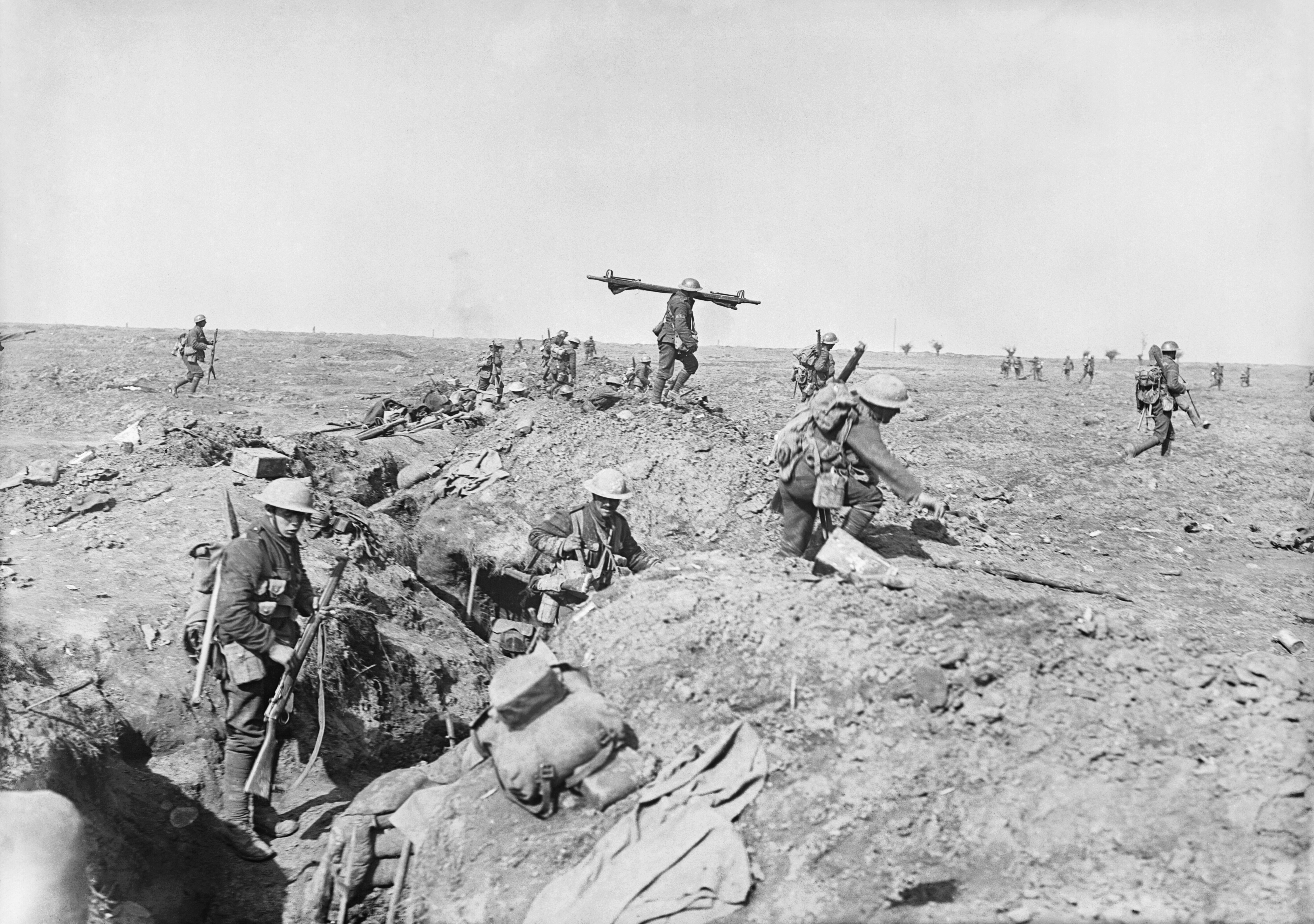
Avanço da Infantaria Britânica perto de Gingy.

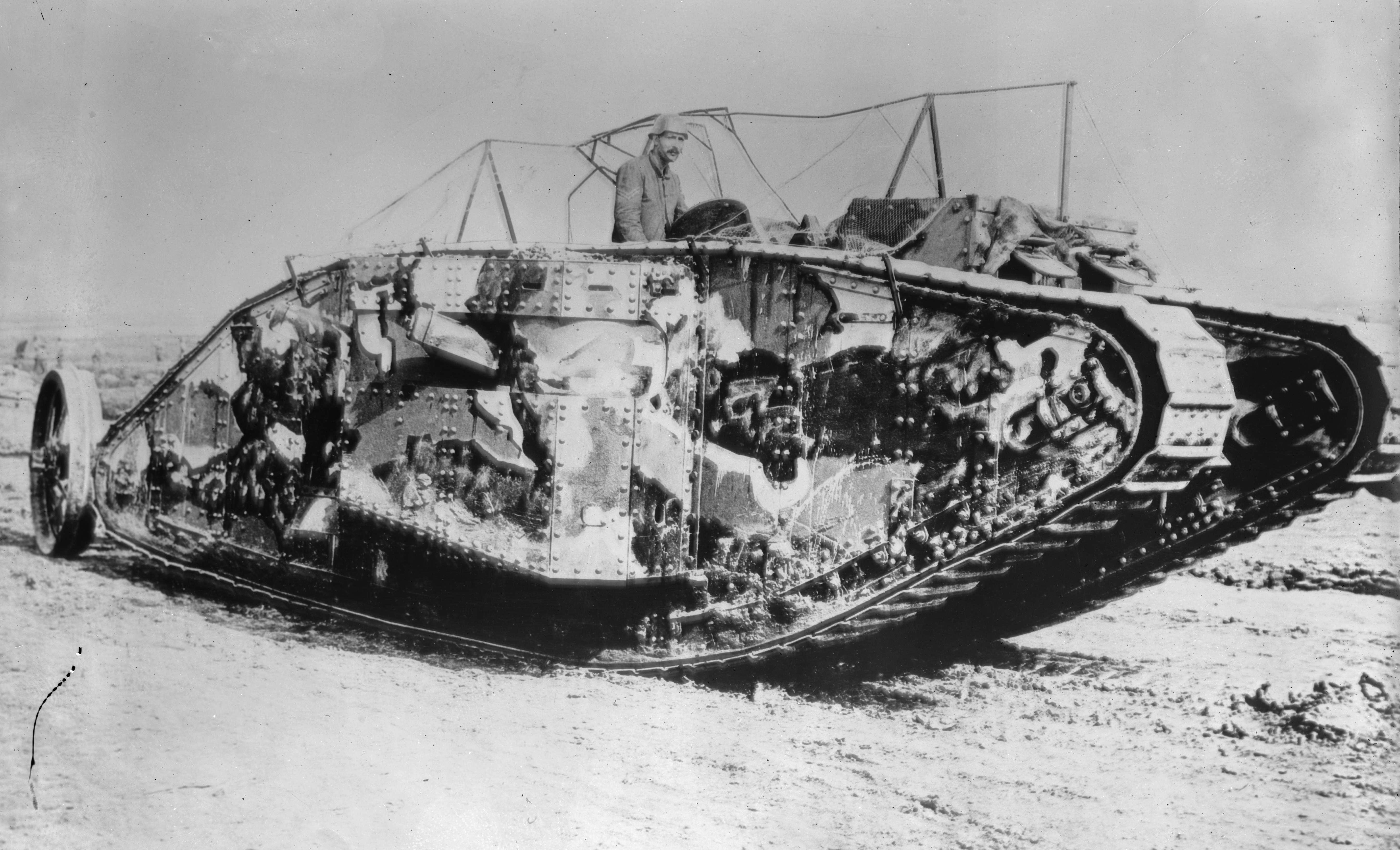
Tanque Mark I em 1916.

Na primavera, os comandantes aliados ficaram preocupados com a capacidade do Exército Francês de aguentar as enormes baixas sofridas em Verdun. Devido a isso os planos originais para um ataque ao redor do rio Somme foram modificados, fazendo dos britânicos o efetivo principal. Essa mudança serviria para aliviar a pressão dos franceses, e também dos russos que haviam sofrido grandes baixas. Em 1 de julho, após uma semana de chuvas fortes, divisões britânicas em Picardia lançaram um ataque ao redor do rio Somme, apoiados por divisões francesas no seu flanco direito. O ataque havia sido precedido por um bombardeio de artilharia pesado que durou sete dias. As tropas francesas, experientes, conseguiram avançar com sucesso, entretanto, o apoio da artilharia Britânica não destruiu tantos arames farpados e trincheiras alemães como havia sido planejado. Eles sofreram o maior número de baixas (mortos, feridos e desaparecidos) em um único dia na história do Exército Britânico, aproximadamente 57 000.
Após terem avaliado o combate aéreo sobre Verdun, os aliados tinham novos aviões para o ataque no vale do Somme. Tendo aprendido uma lição valiosa em Verdun, o foco tático dos Aliados configurou-se em obter superioridade aérea e os aviões alemães foram, de fato, expulsos dos céus de Somme. O sucesso da ofensiva aérea dos Aliados causou a reorganização do Exército Aéreo Alemão, e ambos os lados começaram a usar grandes formações de aviões ao invés de depender de combatentes individuais.
Após um reagrupamento dos exércitos, a batalha continuou por julho e agosto, com algum sucesso por parte dos britânicos, apesar do reforço das linhas alemães. No fim de agosto, o General Haig havia concluído que uma ruptura nas linhas inimigas era improvável e, ao invés disso, mudou sua tática para uma série de ações envolvendo pequenas unidades. Essa tática teve o efeito de fortalecer a frente de combate, uma ação que se achava ser necessária para a preparação de um intenso bombardeio de artilharia junto com um grande ataque.[carece de fontes?]
A fase final da Batalha do Somme testemunhou o uso de tanques no campo de batalha. Os Aliados prepararam um ataque que iria envolver 13 divisões imperiais e britânicas e quatro unidades francesas. O ataque obteve um progresso inicial, avançando 3,2 a 4,1 quilômetros em certas áreas, mas os tanques tiveram pouco efeito devido a sua falta de números e a falta de estabilidade mecânica. A fase final da batalha ocorreu em outubro e início de novembro, para novamente produzir um grande número de baixas em contraste com os limitados ganhos táticos e territoriais. Em sua conclusão, a Batalha do Somme causou penetrações nas linhas inimigas de apenas 8 quilômetros e falhou em alcançar os objetivos originais. Os Aliados sofreram aproximadamente 620 000 baixas e os Alemães 465 000, embora esses números sejam controversos.
A Batalha do Somme levou diretamente para novos desenvolvimentos importantes na tática e organização da infantaria; apesar dos grandes números de baixas de 1 de julho, algumas divisões conseguiram alcançar seus objetivos com baixas mínimas. Ao examinar, então, as razões por trás das perdas e ganhos, os britânicos e o contingente colonial reintroduziram o conceito pelotão, seguindo os passos dos exércitos alemães e franceses que já estavam no caminho de usar pequenas unidades táticas. Na época da Batalha do Somme, os comandantes seniores britânicos insistiram que as companhias (120 homens) fossem as menores unidades de manobra, menos de um ano depois, a secção de 10 homens é que seria.

### Linha Hindenburg
Em agosto de 1916 a liderança alemã ao longo da frente ocidental havia mudado tendo Falkenhayn resignado e substituído pelos generais Paul Von Hindenburg e Erich Ludendorff. Os novos líderes logo reconheceram que as batalhas de Verdun e Somme haviam desgastado a capacidade ofensiva do exército alemão. Eles decidiram que o exército alemão no ocidente iria mudar para uma estratégia defensiva pela maior parte de 1917, enquanto os Impérios Centrais iriam atacar em outro lugar.
Durante a Batalha de Somme e dos meses de inverno, os alemães criaram posições de defesas preparadas atrás de uma sessão de sua frente que seria chamada de linha Hindenburg. Essa linha tinha o objetivo de diminuir a frente alemã, liberando um número de divisões para outros afazeres. Essa linha de fortificações ia de Arras até Saint-Quentin e encurtou a frente em cerca de 48 quilômetros. Os aviões de reconhecimento de longo alcance dos britânicos tiveram os primeiros registos visuais da construção da linha Hindenburg em novembro de 1916.[carece de fontes?]

## 1917 - Os britânicos tomam a liderança

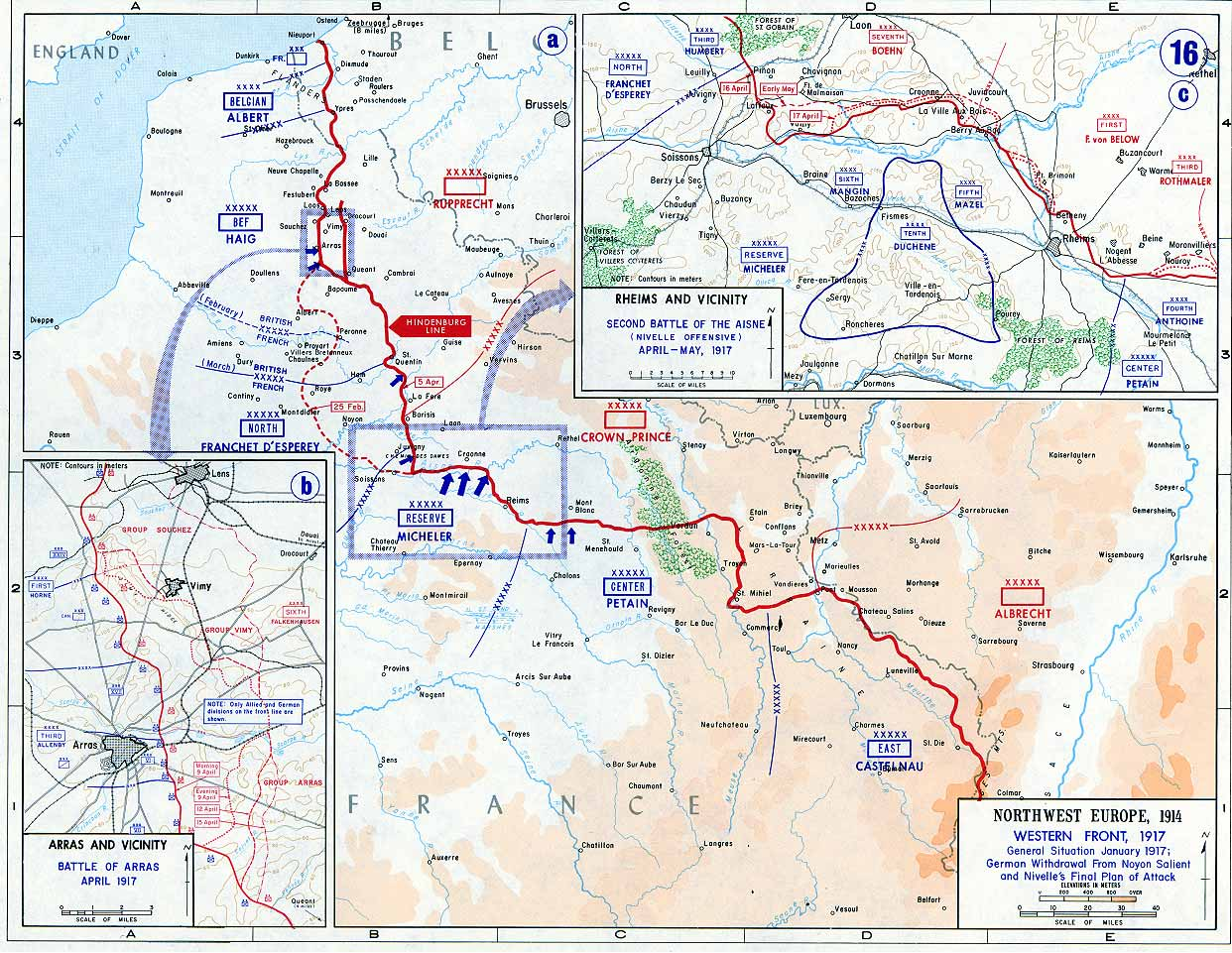
Mapa da Frente Ocidental, em 1917.

A linha Hindenburg foi construída a pouco mais de três quilômetros atrás da linha de frente alemã. Em 9 de fevereiro, as forças alemãs recuaram para a linha e a retirada foi completada em 5 de abril, deixando para trás um território devastado a ser ocupado pelos Aliados. Essa retirada anulou a estratégia francesa de atacar ambos os flancos da saliência Noyon, visto que ela já não existia. Entretanto, avanços ofensivos por parte dos britânicos continuaram, já que o Alto Comando alegava, com alguma justiça, que a retirada era consequência dos ataques que os alemães sofreram durante a Batalha do Somme, não obstante os Aliados terem recebido perdas muito maiores.[carece de fontes?]
Enquanto isso, em 6 de abril, os Estados Unidos declaravam guerra contra o Império Alemão. Voltando para meados de 1915, quando ocorreu o afundamento do Lusitania, a Alemanha havia encerrado sua guerra submarina irrestrita no Atlântico pois temia arrastar os Estados Unidos para dentro do conflito. Mas com o descontentamento crescente do povo alemão em razão da escassez de comida, o governo decidiu retomar a guerra submarina em fevereiro de 1917. Os alemães calcularam que um bem-sucedido cerco à Grã-Bretanha, composto de submarinos e belonaves, a forçaria a sair da guerra dentro de seis meses, enquanto as forças americanas demorariam um ano para tornarem-se um sério fator de risco na frente ocidental. Os submarinos e os navios de guerra alemães obtiveram um longo período de êxito em suas missões até que a Grã-Bretanha recorresse ao sistema de escolta, resultando em uma grande diminuição nas perdas de embarcações.

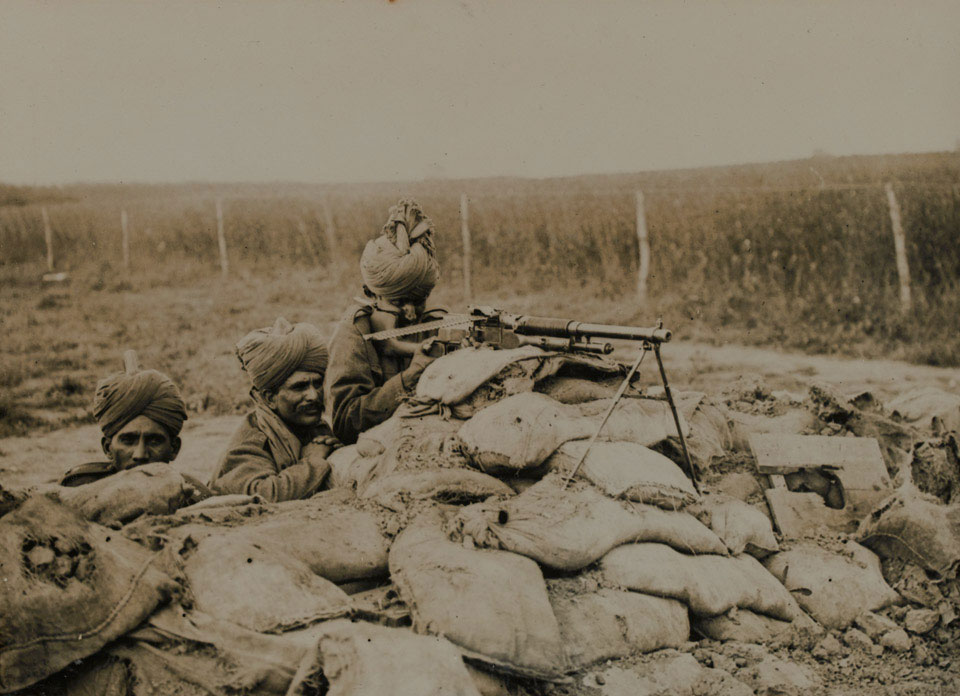
Uma posição de metralhadora Benet-Mercier, da 2ª Infantaria Ligeira Rajput pertencente ao Exército da Índia Britânica atuando em Flanders, durante o inverno de 1914 e 1915.

Por volta de 1916 e 1917, o tamanho do exército britânico na frente ocidental havia crescido em dois terços sobre o número total das forças francesas. Em abril de 1917 as Forças do Império Britânico lançaram um ataque que deu início à Batalha de Arras. Apesar do sucesso do Corpo Canadense e da 5ª Divisão de Infantaria Britânica em romper as linhas alemãs na Cordilheira Vimy, às custas de muitas baixas, o ataque dos Aliados encerrou-se devido à recusa no envio de reforços para a região.[carece de fontes?]
Durante o inverno de 1916 e 1917, as táticas aéreas dos alemães aperfeiçoaram-se, uma escola de treinamento de pilotos foi aberta em Valenciennes e aviões superiores, com metralhadoras duplas, foram introduzidos. O resultado foi de perdas quase desastrosas para a força aérea Aliada, particularmente para os britânicos, os portugueses, belgas e australianos, que se esforçavam para acompanhar os combates com aviões ultrapassados, um fraco treinamento e táticas ineficientes. Em razão disso, o prévio sucesso Aliado sobre Somme não se repetiria, e sérias baixas seriam causadas pelos alemães. Durante o ataque aéreo alemão em Arras, os britânicos perderam 316 membros de sua tripulação e os canadenses perderam 144, número alto se comparado às 44 perdas por parte dos alemães. Esses acontecimentos ficaram conhecidos pelo Corpo Aéreo Britânico como o Abril Sangrento.[carece de fontes?]

### Moral francesa
No mesmo mês, o general francês Robert Nivelle ordenou uma nova ofensiva contra as trincheiras alemãs, prometendo que esse ataque ganharia a guerra. O ataque, chamado de Ofensiva Nivelle — também conhecido como Caminho das Damas (do francês Chemin des Dames, em consideração ao local em que ocorreu a ofensiva) —, teria uma força de 1,2 milhões de homens, que seriam precedidos por um bombardeio de artilharia de uma semana e acompanhado de tanques. Entretanto, a operação não foi muito efetiva já que as tropas francesas, auxiliadas pelos australianos, portugueses e neozelandeses, eram forçadas a transpor terrenos de condição irregular e em aclive. Além disso, o planejamento detalhado dos franceses desarranjou-se pela retirada voluntária dos alemães para a linha Hindenburg, pelo comprometimento do sigilo da operação e pelos aviões alemães que haviam ganhado o controle do céu, prejudicando o reconhecimento dos Aliados. Isso fazia com que o fogo de barragem se movesse muito antes das tropas avançarem. Em uma semana, 0,475 soldados franceses foram mortos. Apesar das muitas baixas e da promessa de cessar o ataque caso ele não rompesse a linha inimiga, Nivelle ordenou o ataque contínuo por todo o mês de maio.[carece de fontes?]
Em 3 de maio a exaurida 2ª Divisão Colonial Francesa, formada de veteranos da Batalha de Verdun, recusou cumprir suas ordens, chegando à frente bêbados e sem suas armas. Seus oficiais não possuíam os meios para punir uma divisão inteira, portanto não foram implementadas medidas punitivas mais duras. Os motins afligiram 54 divisões francesas e 20 000 homens desertaram. Entretanto, os apelos ao patriotismo e ao dever, bem como a prisão em massa e condenações, encorajaram os soldados a retornarem para defender suas trincheiras, apesar de os soldados franceses terem se recusado a participar de qualquer ação ofensiva. Em 15 de maio, Nivelle foi removido do comando, sendo substituído pelo General Henri Philippe Pétain, que suspendeu os ataques em larga escala. Durante o ano seguinte, os franceses se voltariam para uma estratégia defensiva, deixando o fardo do ataque para os britânicos e seu império, outros aliados e, subsequentemente, os Estados Unidos.[carece de fontes?]

### Ofensivas britânicas e a chegada das tropas americanas

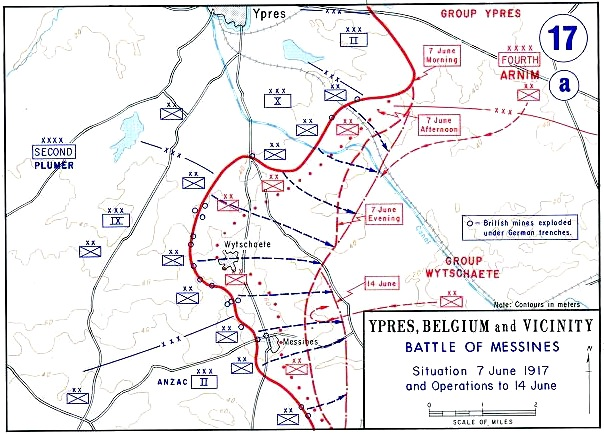
Mapa da Batalha de Messines, mostrando a frente em 7 de junho e ações subsequentes até 14 de junho, 1917.

Em 7 de junho, uma ofensiva britânica foi lançada na cordilheira de Messines, ao sul de Ypres, para retomar o território perdido na Primeira Batalha de Ypres em 1914. Desde 1915, engenheiros cavavam túneis sob a cordilheira, e cerca de 500 toneladas de explosivos amonais foram plantados em 21 minas, por baixo das linhas inimigas. Durante os quatro dias de bombardeio pesado, os explosivos em 19 dessas minas foram acionados, resultando nas mortes de 10 000 alemães. A ofensiva que se seguiu dependeu novamente de pesado bombardeio, mas falhou em expulsar as tropas alemãs. A ofensiva, embora tenha apresentado sinais de sucesso no início, vacilou em consequência do terreno inundado e lamacento, onde ambos os lados sofreram grandes baixas.
Em 11 de julho de 1917, durante essa batalha, os alemães introduziram uma nova arma na guerra ao dispararem granadas de gás lançadas por artilharia. O tamanho limitado de uma granada de artilharia requeria que um gás mais potente fosse usado, fazendo os alemães empregarem o gás mostarda, um agente poderoso e virulento. O emprego do gás pela artilharia permitiu que grandes concentrações do gás fossem usadas em alvos selecionados. O gás mostarda também era um agente persistente, podendo permanecer em um mesmo local por vários dias, um fator desmoralizante adicional imposto aos oponentes. Junto com o gás fosgênio, o gás mostarda seria usados profusamente tanto pelos alemães quanto pelos Aliados em batalhas posteriores, já que os Aliados também começariam a aumentar a produção de gás para fins de guerra.[carece de fontes?]
Em 25 de junho as primeiras tropas americanas começaram a chegar à França, formando a Força Expedicionária Americana. Entretanto, até outubro as unidades americanas não entraram nas trincheiras com força divisional. As tropas que chegavam necessitavam de treinamento e equipamento antes de poderem se juntar aos esforços de guerra, e por vários meses as unidades americanas foram relegadas a esforços de suporte apenas. Apesar disso, a presença das novas tropas forneceu uma elevação da moral, muito necessária aos Aliados.[carece de fontes?]

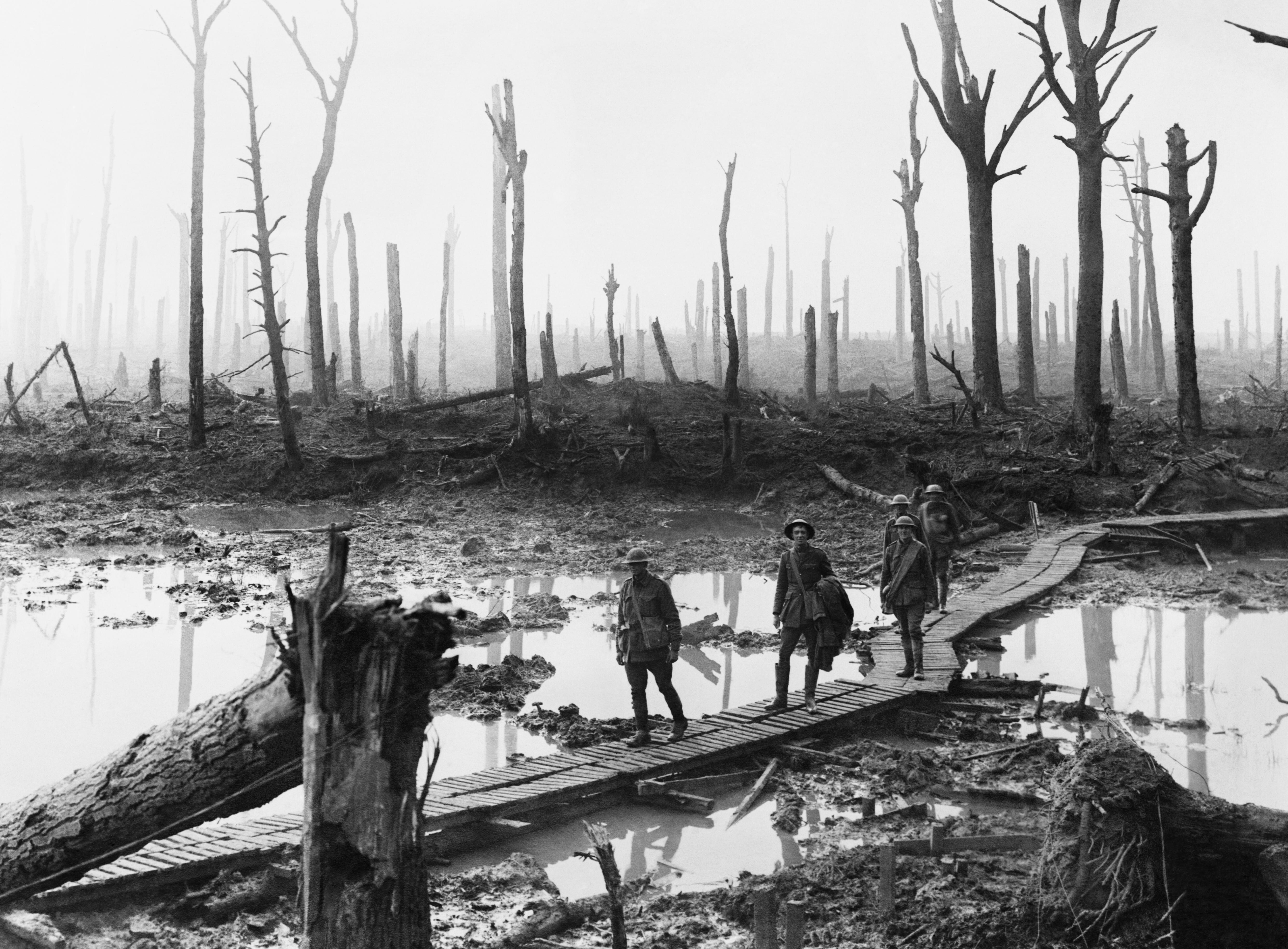
Atiradores australianos em uma trilha acima das tábuas de madeira na Floresta de Château perto de Hooge, em 29 de outubro de 1917. Foto de Frank Hurley.

A luta ao redor de Ypres, que começou no final de julho e continuou até início de agosto, foi renovada com a Batalha de Passchendaele (tecnicamente a Terceira Batalha de Ypres, da qual Passchendaele foi a fase final). A batalha tinha o objetivo inicial de passar através das linhas alemãs e ameaçar a base de submarinos na costa belga, mas este foi posteriormente restrito ao avanço das tropas britânicas para terrenos altos (e secos) ao redor de Ypres, que não estavam mais sobre a constante observação da artilharia alemã. Os veteranos canadenses da Batalha da Cordilheira Vimy e da Batalha da Colina 70 juntaram-se às forças britânicas e à ANZAC e tomaram a vila de Passchendaele em 30 de outubro, apesar da chuva forte e das grandes baixas. Novamente a ofensiva produziu um grande número de baixas para um ganho relativamente pequeno, embora os britânicos tenham conseguido pequenas mais inexoráveis vitórias durante os períodos de clima seco. O terreno era geralmente lamacento e perfurado por crateras de granadas, tornando muito difícil a movimentação de missões de suprimentos e avanços ofensivos.[carece de fontes?]
Ambos os lados perderam um total combinado de meio milhão de homens durante o ataque. A batalha acabou se tornando, por parte dos historiadores britânicos, um exemplo de matança sangrenta e fútil, enquanto os alemães chamariam Passchendaele de "o maior martírio da Guerra". Esta foi uma das duas batalhas (a outra seria a Batalha do Somme) que mais contribuiu para a reputação controversa do comandante-em-chefe britânico, Sir Douglas Haig.[carece de fontes?]

### Batalha de Cambrai

Tanques britânicos com feixes de paus, utilizados para cruzar a linha Hindenburg (1918).

Em 20 de novembro, os britânicos lançaram o primeiro ataque massivo de tanques durante a Batalha de Cambrai. Os Aliados atacaram com 324 tanques, um terço deles em reserva, e doze divisões, contra duas divisões alemãs. Para manter o elemento surpresa, não houve um bombardeio preparatório antes do ataque; e somente uma cortina de fumaça foi lançada antes dos tanques. Os tanques carregavam feixes de paus na frente para criar pontes, atravessar as trincheiras e as armadilhas de 4 metros de diâmetro dos alemães. Com exceção da 51ª Divisão (Highland), que não avançou em colunas por trás dos tanques mas como uma linha ao longo do campo de batalha, o ataque inicial foi um sucesso para os britânicos. As forças britânicas penetraram em seis horas mais do que se havia conseguido em quatro meses na Terceira Batalha de Ypres, ao custo de somente 4 mil baixas britânicas.
Entretanto, o avanço produziu uma complicada e quase intransponível saliência na linha, e uma contraofensiva surpresa por parte dos alemães em 30 de novembro forçou os britânicos a recuarem para suas linhas iniciais do ataque. Apesar do revés, o ataque foi visto como bem-sucedido pelos Aliados, uma vez que provou que tanques podiam superar defesas de trincheiras. A batalha também testemunhou o uso massivo do stosstruppen alemão na frente ocidental, que usava de táticas de infiltração de infantaria para penetrar com sucesso as linhas inimigas, transpassando a resistência e rapidamente avançando por trás do inimigo.[carece de fontes?]

## 1918 - Ofensivas finais

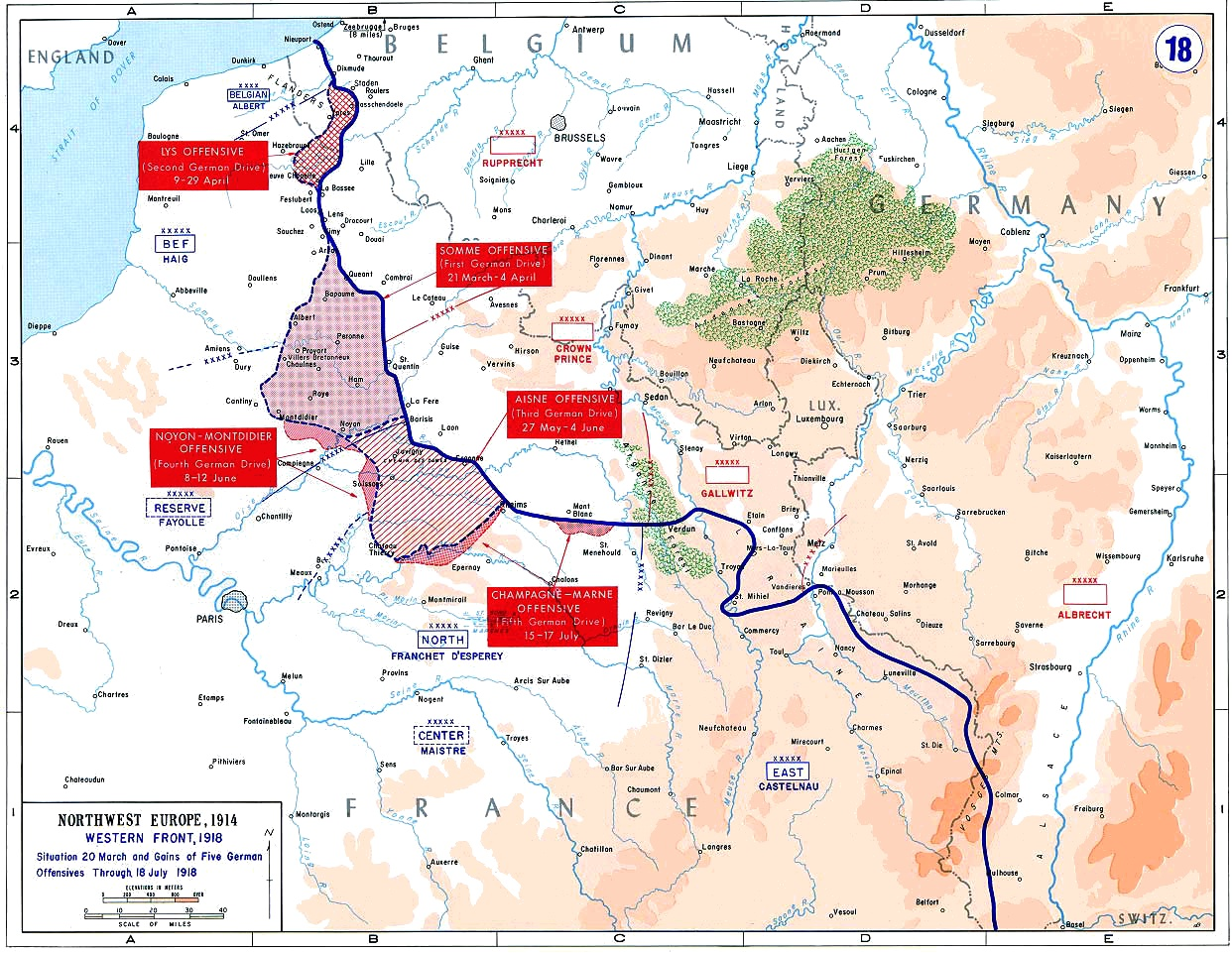
Mapa das ofensivas finais alemãs, 1918.

Após o bem-sucedido ataque dos Aliados e da penetração das defesas alemãs em Cambrai, Ludendorff determinou que a única oportunidade de vitória alemã dependeria agora de um ataque decisivo ao longo da frente ocidental durante a primavera, antes que as forças americanas se tornassem significativamente presentes. Em 3 de março de 1918, o Tratado de Brest-Litovski foi assinado, e a Rússia retirou-se da guerra. Isso teria um efeito dramático no conflito, uma vez que 33 divisões estavam agora liberadas da Frente Oriental para serem empregadas no ocidente. Isso daria aos alemães uma vantagem de 192 divisões contra 173 divisões dos Aliados, o que permitiu que a Alemanha retirasse unidades veteranas da linha de combate e as retreinasse como sturmtruppen. Em contraste, os Aliados ainda não apresentavam um comando unificado e sofriam de baixa moral e fraca força de combate: os exércitos britânicos e franceses estavam seriamente exauridos, e as tropas americanas ainda não haviam tido papel significativo no combate.
A estratégia de Ludendorff consistia em lançar uma massiva ofensiva contra os britânicos e seus civis, destinada a separá-los dos franceses e empurrá-los de volta aos portos do canal. O ataque iria combinar as novas táticas sturmtruppen com caças-bombardeiros, tanques A7V e uma meticulosamente planejada artilharia no estilo "fogo de barragem", que incluiria ataques de gás.

### Ofensivas da Primaveraalemãs

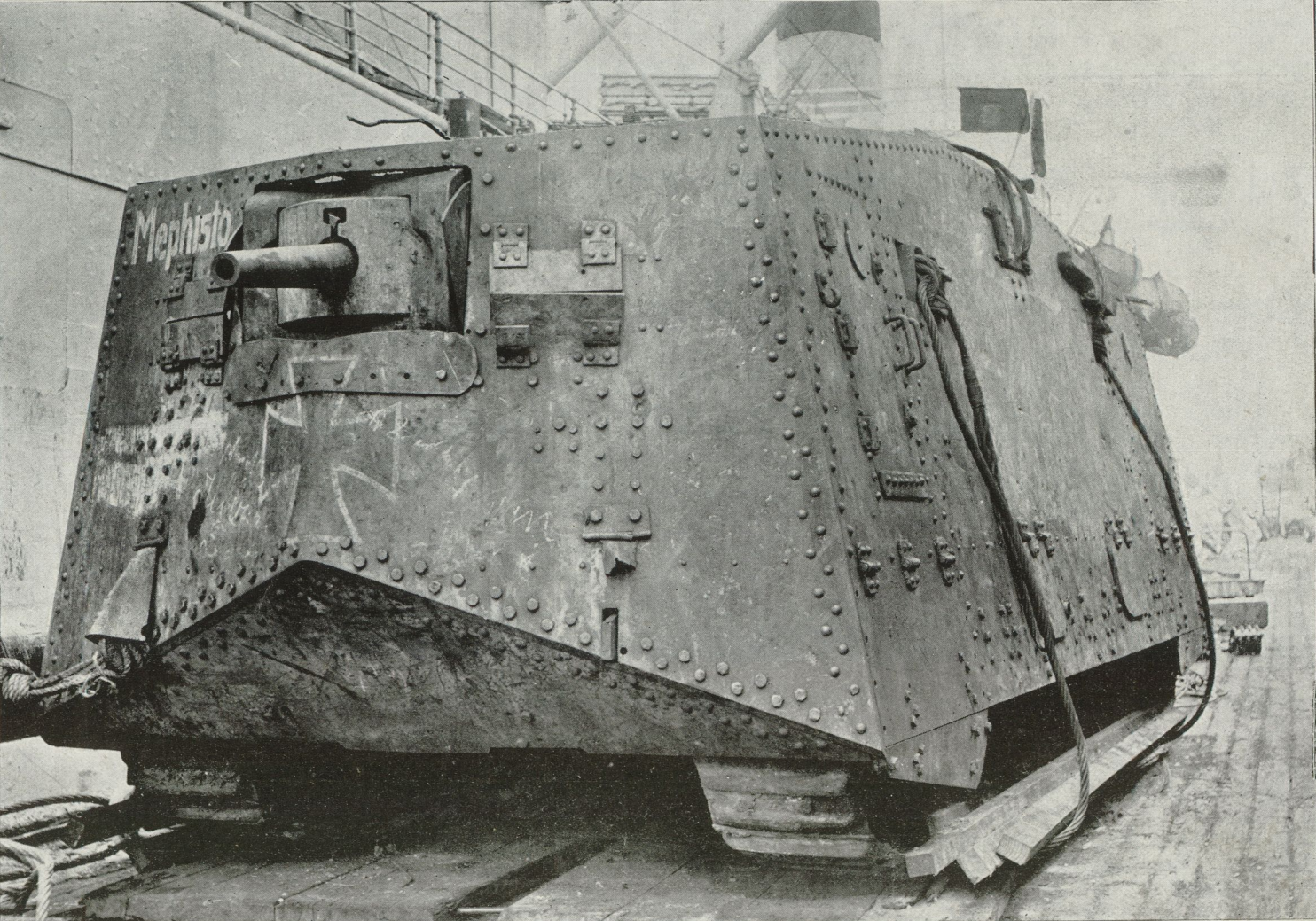
Mephisto, tanque A7V capturado por tropas australianas, em Julho de 1918, na cidade de Villers-Bretonneux. É o último tanque alemão sobrevivente da I Guerra Mundial.

A Operação Michael, primeira das Ofensivas da Primavera alemãs, quase conseguiu separar os exércitos Aliados, avançando cerca de 65 quilômetros durante os primeiros oito dias e movendo as linhas de frente 100 quilômetros para o oeste, a uma distância de Paris em que era possível um bombardeio pela primeira vez desde 1914.[carece de fontes?]
Como resultado da ofensiva, os Aliados finalmente concordaram com um sistema de comando unificado. O General Ferdinand Foch foi apontado como comandante de todas as forças Aliadas na França. Os Aliados, agora unificados, estariam mais bem preparados para responder aos ataques alemães, e a ofensiva tornou-se uma batalha de desgaste.[carece de fontes?]
Em maio, as tropas americanas começaram a ter um papel crescente no campo de batalha, tendo sua primeira vitória na Batalha de Cantigny. No verão, 300 mil soldados americanos estavam chegando a cada mês. Um total de 2,1 milhões de soldados americanos seriam empregados na frente antes que a guerra chegasse a um fim. O rápido aumento da presença americana serviu como contragolpe ao grande número de forças alemãs que estavam sendo reempregadas na frente.

### Ofensivas Aliadas finais

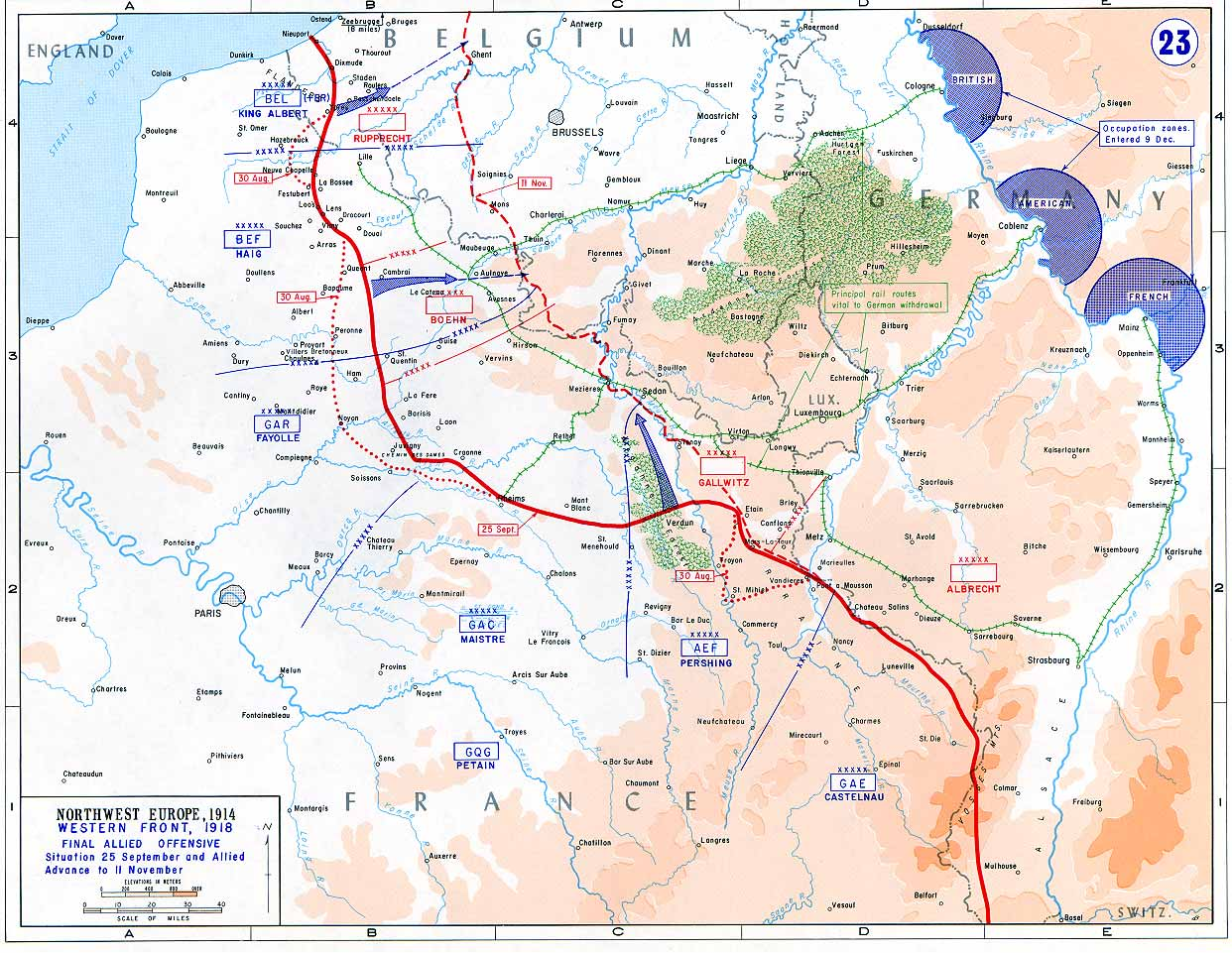
Mapa das ofensivas finais dos Aliados, 1918.

Em julho, Ferdinand Foch iniciou uma ofensiva contra as posições inimigas ao longo do rio Marne, estabelecidas durantes os ataques alemães, eliminando-as em agosto. Uma segunda grande ofensiva foi lançada dois dias depois da primeira, terminando ao norte, em Amiens. Esse ataque incluiu forças franco-britânicas, e foi encabeçado por tropas canadenses e australianas, junto com 600 tanques, contando também com o apoio de 800 caças. A investida provou ser um sucesso, levando Hindenburg a apelidar o dia 8 de agosto como o "Dia Negro do Exército Alemão".
A força do exército da Alemanha estava seriamente exaurida após quatro anos de guerra, e a economia e a sociedade do país estavam sob grande pressão interna. A Tríplice Entente contava agora com 216 divisões, contra enfraquecidas 197 divisões alemãs. A Ofensiva dos Cem Dias, iniciada em agosto, provou ser a gota d'água, e seguindo uma série de derrotas militares, as tropas alemãs começaram a se render em grande número. Enquanto as forças Aliadas rompiam as linhas alemãs a um custo muito alto, o príncipe Maximiliano de Baden foi indicado como Chanceler da Alemanha, em outubro, na tentativa de negociar um armistício. Por causa de sua oposição aos que buscavam a paz, Ludendorff foi forçado a exilar-se na Suécia. Ainda ocorriam batalhas e os exércitos alemães batiam em retirada quando a Revolução Alemã colocou um novo governo no poder e rapidamente assinou um armistício que parou todos os confrontos na frente ocidental, no que ficou conhecido como o Dia do Armistício (11 de novembro de 1918). A Monarquia Imperial da Alemanha entrou em colapso assim que o sucessor de Ludendorff, o General Groener, concordou em apoiar o moderado Governo Social Democrata, sob o comando de Friedrich Ebert, ao invés de manter a Monarquia Hohenzollern, com medo de que ocorresse uma revolução como a russa, deflagrada no ano anterior.

## Consequências

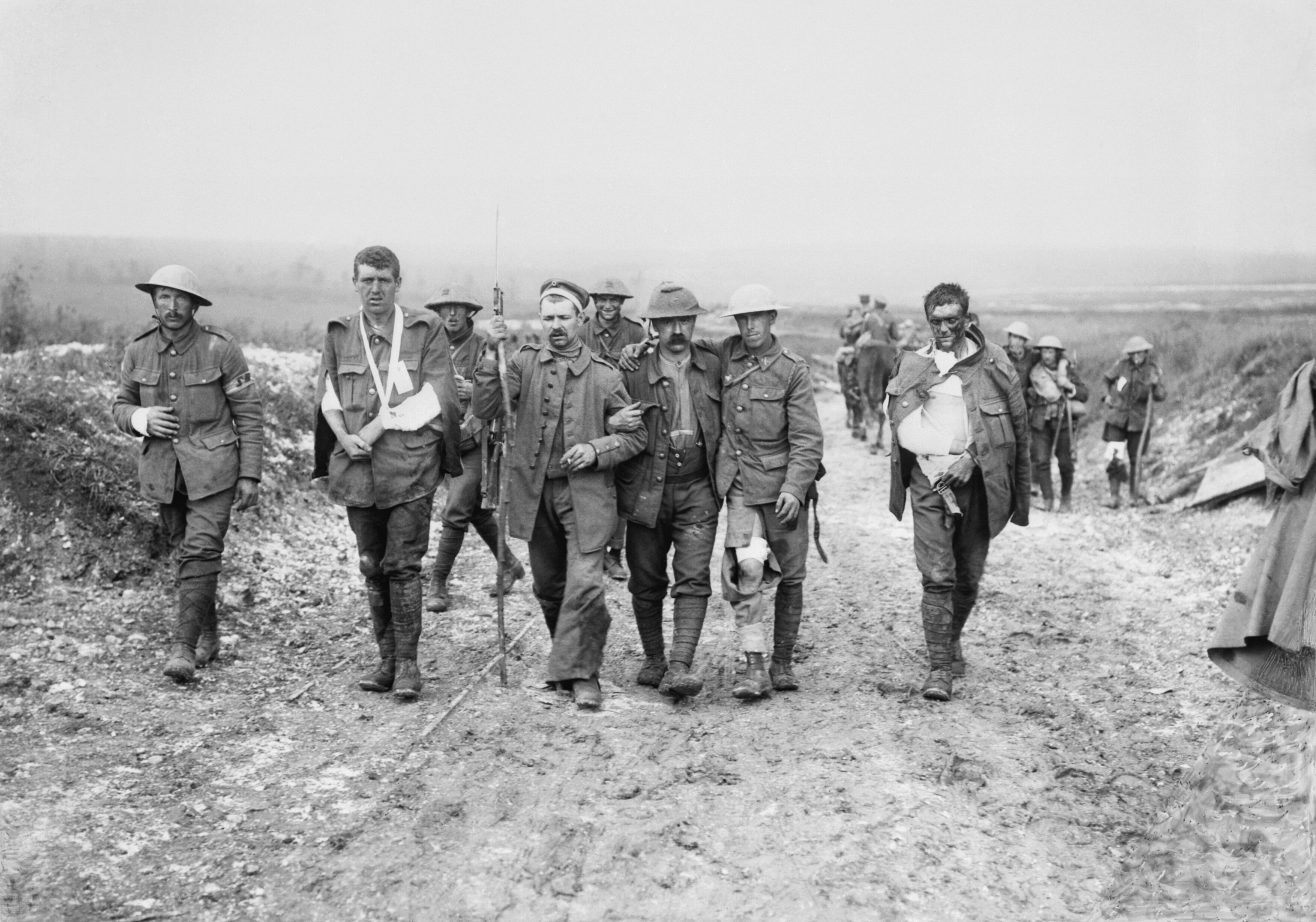
Militares britânicos feridos no fronte, em 1916.

A guerra ao longo da frente ocidental forçou o Governo Alemão e seus aliados a apelar pela paz, apesar do sucesso alemão em outras frentes. Como resultado direto, os termos da paz foram ditados pela França, Reino Unido e Estados Unidos, durante a Conferência de Paz de Paris em 1919. O resultado foi o Tratado de Versalhes, assinado em junho do mesmo ano por uma delegação do novo governo alemão.
Os termos do Tratado de Versalhes iriam aleijar a Alemanha como poder econômico e militar. O tratado devolveu as províncias fronteiriças de Alsácia-Lorena para a França, limitando assim as reservas de carvão da Alemanha, matéria-prima necessária para sua indústria. Ele também limitou sobremaneira as Forças Armadas Alemãs, restringindo o tamanho do exército para no máximo 100 mil homens e proibindo uma marinha ou uma força aérea. A marinha alemã navegou até Scapa Flow, sob os termos da rendição, mas sua Frota de Alto-Mar foi afundada pelos próprios tripulantes, como ato de provocação. A barragem ocidental do Reno tornou-se zona desmilitarizada e o Canal de Kiel aberto para tráfego internacional. Os tratados também redesenharam drasticamente as fronteiras políticas da Europa Ocidental.
| Batalha               | Ano  | Aliados  | Alemães  |
| --------------------- | ---- | -------- | -------- |
| 1ª Marne              | 1914 | 263 000  | 250 000  |
| Verdun                | 1916 | +377 000 | +336 000 |
| Somme                 | 1916 | 623 907  | +465 000 |
| 2ª Aisne              | 1917 | 187 000  | 168 000  |
| 3ª Ypres              | 1917 | 448 000  | 260 000  |
| Ofensiva da Primavera | 1918 | 851 374  | 688 341  |

Em 1919, a Alemanha estava falida, com sua população vivendo em um estado de semi-inanição e não tendo nenhum tipo de comércio com o resto do mundo. Os aliados ocuparam as cidades, próximas ao Reno, de Colônia, Coblença e Mainz, com sua restauração dependente dos pagamentos de reparação de guerra. Entre a população alemã, surgiu um mito de que o Exército Alemão não havia sido derrotado ("Lenda da punhalada pelas costas"), o que seria explorado no futuro pela propaganda nazista para parcialmente justificar a derrubada da República de Weimar.
A França sofreu grandes perdas na guerra. Além de ter tido mais baixas em relação à sua população do que qualquer outra grande potência, o parque industrial da região nordeste foi devastado pela guerra. As províncias assoladas pela Alemanha produziam 40% de todo o carvão do país e 58% da sua produção de aço. Quando ficou claro que a Alemanha perderia a guerra, Ludendoff ordenou a destruição das minas na França e na Bélgica. Seu objetivo era aleijar as indústrias do principal rival europeu da Alemanha. A França iria posteriormente construir uma série de fortificações ao longo da fronteira com a Alemanha, que ficou conhecida como a Linha Maginot, usando dessas estruturas para prevenir futuras agressões por parte da Alemanha.
A guerra de trincheiras deixou uma geração de soldados mutilados e viúvas de guerra. A carnificina sem precedentes teve um longo efeito na atitude das populações civis em relação aos conflitos armados, resultando, no futuro, na relutância por parte dos Aliados em exercer uma política agressiva ("Política de apaziguamento") com relação a Adolf Hitler, sendo ele um veterano condecorado da guerra. As repercussões desse conflito ainda podem ser sentidas até hoje.